# Малая Тихоновская улица
Мала́я Ти́хоновская у́лица — улица, расположенная в Восточном административном округе города Москвы на территории района Сокольники.

## История
Улица получила своё название в XIX веке по церкви святого Тихона Задонского, что в Сокольниках. Определение «Малая» отличает улицу от соседней Большой Тихоновской улицы.

## Расположение
Малая Тихоновская улица проходит от Большой Ширяевской улицы на юго-запад, пересекает Малую Ширяевскую улицу и проходит до теннисных кортов, территория которых перекрывает участок Малой Тихоновской улицы, ранее проходивший до Богородского шоссе, Майского просека и Оленьего проезда.

## Транспорт

### Наземный транспорт
По Малой Тихоновской улице не проходят маршруты наземного общественного транспорта. У северо-восточного конца улицы, на Большой Ширяевской и Большой Оленьей улицах, расположена остановка «Большая Оленья улица» трамваев 4, 25.

### Метро
- Станция метро «Сокольники» Сокольнической линии и «Сокольники» Большой кольцевой линии (соединены переходом) — юго-западнее улицы, на Сокольнической площади.
- Станция метро «Преображенская площадь» Сокольнической линии — юго-восточнее улицы, на Преображенской площади на пересечении Большой Черкизовской улицы с Краснобогатырской улицей и улицей Преображенский Вал.